# Theodore Kaczynski
Theodore John (Ted) Kaczynski (Chicago, 22 mei 1942 – Butner (North Carolina), 10 juni 2023), bijgenaamd de Unabomber, was een Amerikaanse wiskundige, neo-Luddiete maatschappijcriticus en extremist, die een reeks aanslagen met bombrieven uitvoerde waarbij verscheidene doden en gewonden vielen. Na een jarenlange opsporingsprocedure werd hij uiteindelijk op 3 april 1996 gearresteerd in zijn hut in de bossen van Montana.

## Inleiding
Kaczynski werd in beschouwingen die verschenen na zijn veroordeling in 1998 beschreven als een intellectueel wonderkind dat al vroeg op school uitblonk. Hij studeerde aan de Harvard-universiteit en behaalde zijn PhD in wiskunde aan de Universiteit van Michigan. Op zijn vijfentwintigste werd hij universitair docent aan de Universiteit van Californië, Berkeley, waar hij na twee jaar ontslag nam.
In 1971 verhuisde hij naar een afgelegen hut zonder elektriciteit of stromend water in Lincoln (Montana), waar hij zich overlevingsvaardigheden begon aan te leren in een poging om onafhankelijk van de buitenwereld te worden. Hij kwam ertoe om een bomaanslagcampagne te beginnen nadat hij gezien had hoe de wildernis rondom hem vernietigd werd door ontwikkelingsprojecten. In de periode van 1978 tot 1995 stuurde Kaczynski zestien bombrieven naar verschillende doelen, waaronder universiteiten en luchtvaartmaatschappijen, waarmee hij drie mensen doodde en 23 verwondde. Op 24 april 1995 stuurde Kaczynski een brief naar The New York Times en beloofde "met zijn terrorisme te stoppen" als de Times of The Washington Post zijn manifest zou publiceren. In zijn Industrial Society and Its Future (De geïndustrialiseerde maatschappij en haar toekomst, ook het "Unabomber Manifest" genoemd), betoogde hij dat zijn bomaanslagen extreem, maar noodzakelijk waren om de aandacht te vestigen op de uitholling van de menselijke vrijheid, veroorzaakt door de moderne technologieën vereisende, grootschalige structurering.
De Unabomber was het doelwit van een van de kostbaarste opsporingsactiviteiten van de Federal Bureau of Investigation (FBI). Voordat Kaczynski’s identiteit bekend was, gebruikte de FBI de codenaam "UNABOM" ("University and Airline Bomber") om naar deze zaak te verwijzen. Dat had tot gevolg dat de media hem de Unabomber noemden. Ondanks de inspanningen van de FBI, werd hij niet gevangengenomen als gevolg van die opsporing. In plaats daarvan herkende zijn broer Kaczynski's schrijfstijl en opvattingen uit het manifest en lichtte de FBI in. Om de doodstraf te voorkomen sloten Kaczynski’s advocaten een zogenaamd plea agreement, waarbij hij schuld bekende en veroordeeld werd tot een levenslange gevangenisstraf zonder de mogelijkheid van voorwaardelijke vrijlating. Kaczynski is door de FBI gekarakteriseerd als een “huis- tuin- en keukenterrorist.” Kaczynski's standpunten krijgen bijval van sommige anarchoprimitivistische schrijvers, zoals John Zerzan en John Moore, hoewel zij voorbehoud koesteren over zijn acties en ideeën.

## Jeugd
Kaczynski werd geboren in een gezin van Poolse afkomst, in Chicago. Zijn ouders, Theodore Richard Kaczynski en Wanda Dombek, waren tweede-generatie Poolse Amerikanen. De eerste vier klassen van de lagere school doorliep Kaczynski op de Sherman Elementary School in Chicago, de laatste vier op de Evergreen Park Central school. Naar aanleiding van een psychologische test in de vijfde klas, waaruit bleek dat hij een IQ had van 167, mocht hij de zesde klas overslaan en stroomde meteen door naar de zevende. Kaczynski beschreef dat later als een cruciaal moment in zijn leven. Hij herinnerde zich dat hij niet goed kon opschieten met de oudere kinderen en last had van hun gescheld en gepest. Als kind was Kaczynski bang voor mensen en gebouwen en speelde hij meestal in zijn eentje. Zijn moeder was zo bezorgd over zijn gebrekkige sociale ontwikkeling dat zij overwoog om hem mee te laten doen aan een onderzoek bij autistische kinderen, onder leiding van Bruno Bettelheim.
Hij bezocht de middelbare school aan de Evergreen Park Community High School. Kaczynski werd beschreven als anti-sociaal en veel van zijn klasgenoten herinneren zich hem als een rustige eenling. Kaczynski deed het goed op school, maar in zijn tweede jaar vond hij de wiskunde te eenvoudig. Tijdens die periode in zijn leven raakte Kaczynski geobsedeerd door wiskunde, waarbij hij urenlang in zijn kamer doorbracht met differentiaalvergelijkingen. Daarom werd hij overgeplaatst naar een meer gevorderde wiskundeklas, waarin hij zich nog steeds intellectueel belemmerd voelde. Kaczynski maakte zich de stof snel meester en sloeg de elfde klas over. Met behulp van een zomerschoolcursus Engels, voltooide hij op zijn vijftiende zijn middelbareschoolopleiding. Hij werd aangemoedigd om zich in te laten schrijven aan de Harvard-universiteit, waar hij op zijn zestiende, in de herfst van 1958, als student werd toegelaten. Op Harvard liep Kaczynski college bij de befaamde logicus Willard Van Orman Quine en behoorde in Quines klas bij de top, met een eindscore van 98,9%. Hij nam ook deel aan een meerjarig persoonlijkheidsonderzoek, geleid door dr. Henry Murray, een deskundige in stress-interviews.
In Murrays door de Central Intelligence Agency (CIA) gesponsorde onderzoek werd studenten verteld dat zij hun persoonlijke filosofie moesten bediscussiëren met een medestudent. In plaats daarvan werden zij onderworpen aan een stresstest, die bestond uit een uiterst zware psychologische aanpak door een anonieme aanklager. Tijdens de test zaten de studenten vastgebonden in een stoel en waren met elektroden verbonden, die hun psychologische reacties registreerden, terwijl ze in felle lampen keken en via een doorkijkspiegel werden bekeken. Dat werd gefilmd en de uitingen van de studenten van hun machteloze woede werden later in het onderzoek verschillende keren voor hen teruggespeeld. Volgens Chase blijkt uit de verslagen over Kaczynski uit die periode, dat hij emotioneel stabiel was toen hij aan dat onderzoek begon. Kaczynski’s advocaten wijten een deel van zijn emotionele instabiliteit en afkeer van gedachtecontrole aan zijn deelname aan dat onderzoek.

## Carrière

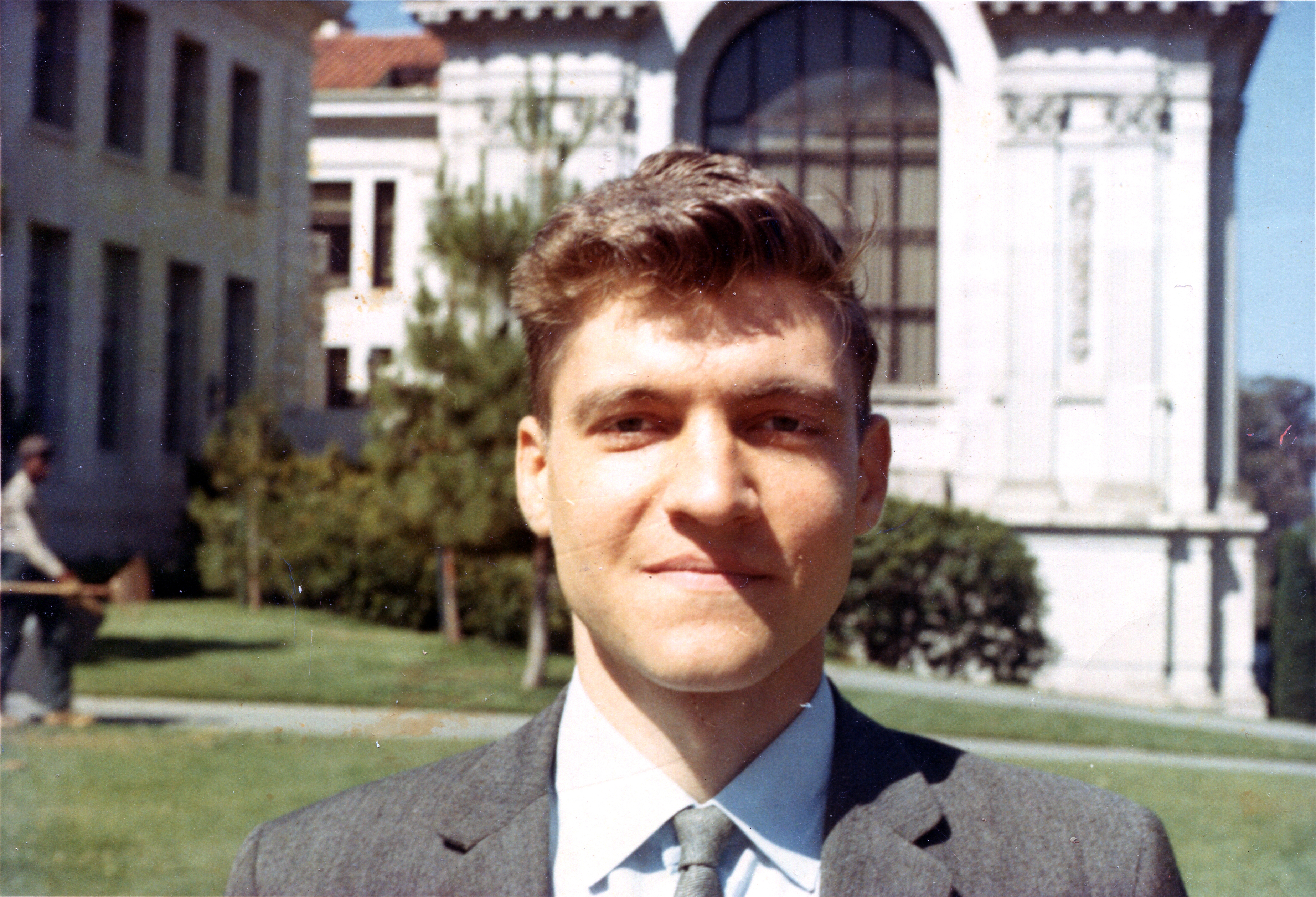
Kaczynski als jonge hoogleraar in Berkeley, 1968

Kaczynski studeerde in 1962 op 20-jarige leeftijd aan Harvard af en schreef zich vervolgens in bij de Universiteit van Michigan, waar hij zijn doctoraal en een PhD in wiskunde behaalde. Kaczynski’s specialiteit was een onderdeel van de complexe functietheorie, bekend als de meetkundige functietheorie. Hij behaalde zijn PhD met een proefschrift getiteld 'Grensfuncties', waarbij hij in minder dan een jaar een probleem oploste wat een van zijn hoogleraren in Michigan, George Piranian, niet was gelukt. Deze merkte later over Kaczynski op, dat het niet genoeg was om te zeggen dat hij slim was. Maxwell Reade, emeritushoogleraar wiskunde, een van Kaczynski’s promotors , merkte over het proefschrift op dat misschien 10 of 12 mensen in het land het hadden begrepen of gewaardeerd. Kaczynski won in 1967 de Sumner B. Myers-Prijs van de Universiteit van Michigan ten bedrage van $100, omdat zijn proefschrift op wiskundig gebied het beste van dat jaar werd bevonden. Toen hij nog promovendus in Michigan was, kreeg hij een toelage van de National Science Foundation en gaf hij drie jaar college aan jongerejaarsstudenten. Hij publiceerde in wiskundetijdschriften twee artikelen die verband hielden met zijn proefschrift en later nog vier, nadat hij Michigan al had verlaten.
Kaczynski werd in het najaar van 1967 assistent-hoogleraar wiskunde aan de Universiteit van Californië - Berkeley. Hij was de jongste hoogleraar die ooit door de universiteit was aangesteld. Dat duurde echter maar kort, omdat hij in 1969, toen hij 26 was, ontslag nam zonder opgaaf van redenen. De voorzitter van de wiskundefaculteit, JW Addison, noemde dat een 'plotseling en onverwacht' ontslag, terwijl de vicevoorzitter Calvin Moore zei dat, gezien Kaczynski's 'indrukwekkende' proefschrift en de reeks publicaties, hij promotie had kunnen maken en dan nu een van de hoofdmedewerkers van de faculteit was geweest.

## Leven in Montana
In de zomer van 1969 verhuisde Kaczynski naar de kleine woning van zijn ouders in Lombard, Illinois. Twee jaar later trok hij naar een afgelegen hut die hij zelf had gebouwd in Lincoln, Montana, waar hij een eenvoudig leven leidde met weinig geld, zonder elektriciteit of stromend water. Kaczynski had wat losse baantjes en kreeg van zijn familie financiële steun, die hij gebruikte om zijn stukje land te verwerven en later, buiten medeweten van zijn familie, om zijn bombriefcampagne te bekostigen. In 1978 werkte hij korte tijd samen met zijn vader en broer in een schuimrubberfabriek.
Kaczynski’s oorspronkelijke bedoeling was om zich terug te trekken op een afgezonderde plek en onafhankelijk van de buitenwereld te worden, zodat hij autonoom zou kunnen leven. Hij begon zichzelf overlevingsvaardigheden aan te leren, zoals spoorzoeken, het herkennen van eetbare planten en vervaardigen van primitieve werktuigen zoals boogboren. Hij realiseerde zich echter al snel dat hij niet op die manier zou kunnen blijven leven, omdat hij zag dat het woeste land om hem heen vernietigd werd door ontginningsprojecten en industrie. Aanvankelijk voerde hij opzichzelfstaande sabotageacties uit, die gericht waren op de ontwikkelingen in de buurt van zijn hut. Het uiteindelijke breekpunt dat hem ertoe bracht om met zijn bomaanslagcampagne te beginnen was toen hij een tocht maakte naar een van zijn favoriete wilde plekken en zag dat die verwoest en vervangen was door een weg. Daarover zei hij:

Voor mij was de beste plek het grootste overblijfsel van dit rotsplateau dat uit het Tertiair dateert. Het is een soort golvend gebied, niet vlak, en als je aan de rand ervan komt zie je die ravijnen, die heel steil rotsachtige hellingen doorsnijden. Er was daar zelfs een waterval. Het was ongeveer twee dagen lopen vanaf mijn hut. Dat was de beste plek tot de zomer van 1983. Die zomer waren er te veel mensen rond mijn hut en dus besloot ik dat ik wat rust nodig had. Ik ging terug naar het plateau en toen ik daar aankwam ontdekte ik dat ze daar dwars doorheen een weg hadden aangelegd.” Zijn stem haperde; hij hield even op en vervolgde, “je kunt je niet voorstellen hoe ontdaan ik was. Op dat moment besloot ik dat ik, in plaats van te proberen mijzelf nog meer ‘wildernisvaardigheden’ aan te leren, het systeem dat betaald zou zetten. Wraak.
— Ted Kaczynski

Hij ging zichzelf toeleggen op het lezen over sociologie en van boeken over politieke filosofie, zoals de boeken van Jacques Ellul en intensiveerde ook zijn sabotageactiviteiten. Hij kwam echter al snel tot de conclusie dat alleen gewelddadigere methoden een oplossing zouden bieden, voor wat hij zag als het probleem van de industriële beschaving. Hij vertelde dat hij het geloof verloor in het idee van hervorming, en dat hij de gewelddadige ineenstorting als de enige manier zag om een eind te maken aan het techno-industriële systeem. Over het idee van vreedzame hervormende middelen om het ten val te brengen zei hij:

Ik denk niet dat dat kan. Deels vanwege de menselijke neiging bij de meeste mensen — er zijn uitzonderingen — om de weg van de minste weerstand te kiezen. Zij zullen de gemakkelijke uitweg kiezen, maar afstand doen van je auto, je televisie, je elektriciteit, is voor de meeste mensen niet de weg van de minste weerstand. Zoals ik het zie, denk ik niet dat ook maar een gereguleerde of gerichte manier bestaat waarop wij het industriële systeem kunnen ontmantelen. Ik denk dat de enige manier waarop we daar vanaf kunnen komen is als het omvalt en instort.... Het grote probleem is dat mensen niet geloven dat een revolutie mogelijk is en die is juist niet mogelijk omdat ze niet geloven dat het mogelijk is. Ik vind dat de eco-anarchistische beweging heel veel tot stand heeft gebracht, maar ik denk dat ze het beter zouden kunnen…De echte revolutionairen zouden afstand moeten nemen van de hervormers…En ik denk dat het goed zou zijn als er een bewuste poging gedaan zou worden om zo veel mogelijk mensen kennis te laten maken met de wildernis. Al met al denk ik dat we niet moeten proberen om de meerderheid van de mensen ervan te overtuigen of moeten bewijzen dat we gelijk hebben, maar dat we moeten proberen de spanningen in de maatschappij te verhogen tot het punt waarop de zaak in gaat storten. Een situatie teweegbrengen waarin mensen zich zo ongemakkelijk gaan voelen dat ze in opstand gaan komen. De vraag is dus hoe je die spanningen kunt verhogen.
— Ted Kaczynski

## Bomaanslagen

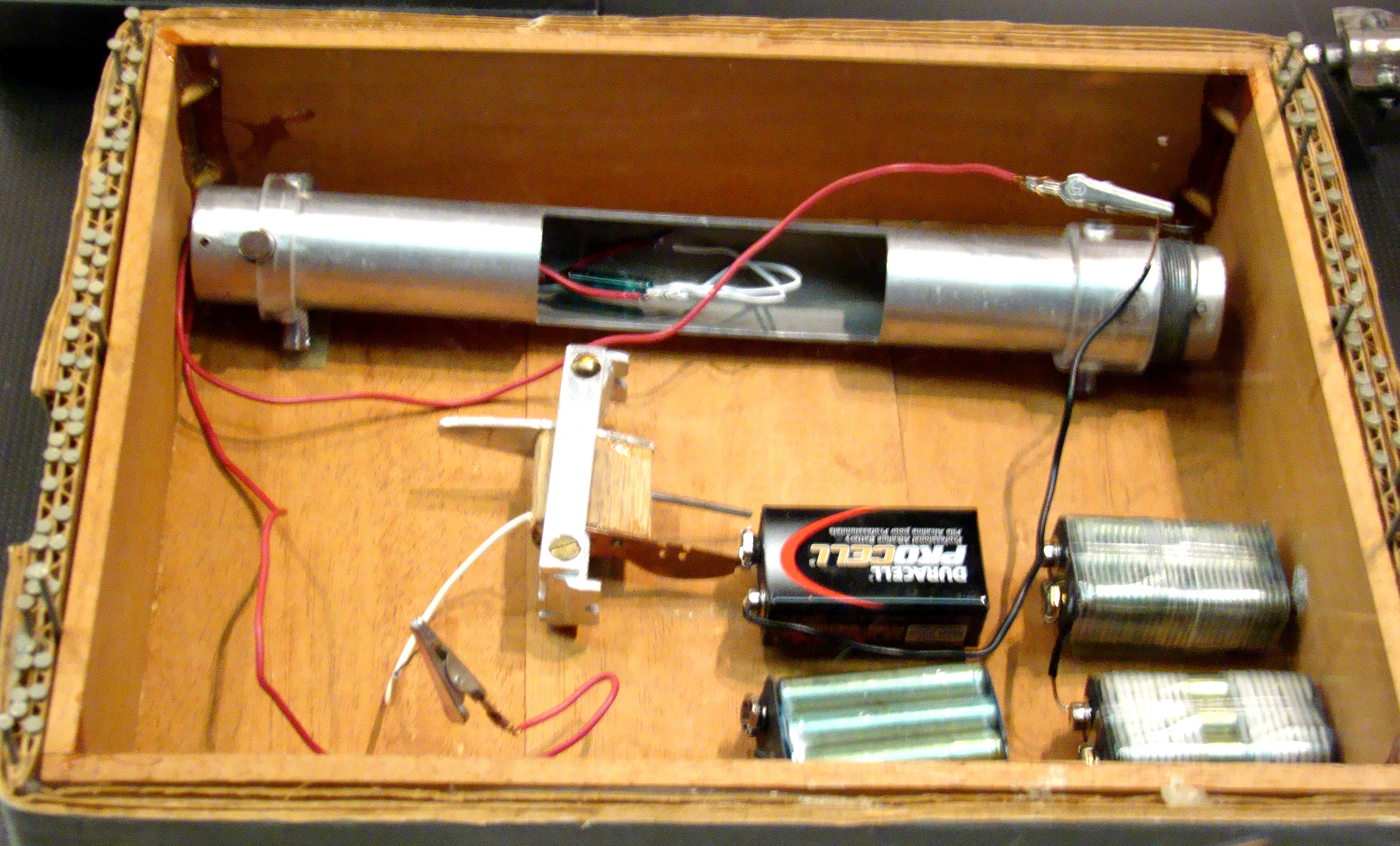
Een door de FBI vervaardigde reconstructie van een door Kaczynski vervaardigde bom, tentoongesteld in het Newseum (een interactief nieuws- en journalistiekmuseum) in Washington

### Eerste aanslagen
De eerste bombrief werd eind mei 1978 verstuurd aan de hoogleraar materiaalkunde Buckley Crist aan de Northwestern-universiteit. Het pakketje werd aangetroffen op een parkeerplaats van de Universiteit van Illinois in Chicago, met Crist als afzender. Het pakketje werd “teruggestuurd” naar Crist. Toen Crist het pakketje echter in ontvangst nam, merkte hij dat het adres niet in zijn handschrift was geschreven. Omdat hij een pakketje dat hij niet zelf had gestuurd verdacht vond, nam hij contact op met de politieagent van de campus, Terry Marker, die het pakketje openmaakte — het ontplofte meteen. Hoewel Marker maar minimale verwondingen opliep, was zijn linkerhand zo beschadigd dat hij medische hulp nodig had in het Evanston Hospitaal.
De bom was vervaardigd van metaal dat uit een doe-het-zelfwinkel zou kunnen komen. Het belangrijkste bestanddeel was een stuk metalen pijp, ongeveer 25 mm in diameter en 230 mm lang. De bom bevatte een rookloze springstof en de doos en de pluggen, die de uiteinden van de pijp afsloten, waren met de hand uit hout vervaardigd. De meeste pijpbommen maken echter gebruik van metalen uiteinden met schroefdraad, die in veel ijzerwinkels verkrijgbaar zijn. Houten pluggen zijn niet sterk genoeg om te zorgen dat er een grote druk wordt opgebouwd in de pijp en dat is de reden dat de bom geen ernstige schade aanrichtte. Het primitieve ontstekingsmechanisme dat in de bom werd gebruikt, was een door elastieken gespannen spijker, die als de doos werd geopend tegen zes gewone luciferkoppen aan moest slaan. De luciferkoppen zouden dan meteen vlamvatten en de springstof doen ontbranden. Toen de spijker echter de luciferkoppen raakte, ontbrandden er maar drie. Een efficiëntere techniek, die later door Kaczynski werd gebruikt, zou het gebruikmaken zijn van batterijen en gloeidraden, die de springstof sneller en effectiever zouden doen ontbranden.
De eerste bomaanslag in 1978 werd gevolgd door bombrieven, die verstuurd werden naar luchtvaartfunctionarissen en in 1979 werd een bom geplaatst in het vrachtruim van vlucht 444 van American Airlines, een Boeing 727, die van Chicago naar Washington vloog. De bom begon te roken en dwong de piloot tot een noodlanding. Veel passagiers moesten behandeld worden voor het inademen van rook. Alleen een onjuiste afstelling van het tijdmechanisme zorgde ervoor dat de bom niet ontplofte. Deskundigen zeiden dat het voldoende explosieve kracht had om "het toestel te vernietigen".
Omdat een bomaanslag op een lijnvliegtuig in de VS een federaal misdrijf is, werd na dit incident de FBI ingeschakeld, die aantrad onder de codenaam "UNABOM" ("University and Airline Bomber"). Zij noemde de verdachte ook wel de Dump Bomber, vanwege het materiaal dat was gebruikt om de bommen te vervaardigen. In 1980 bracht hoofdagent John Douglas, die samenwerkte met de Behavioral Sciences Unit van de FBI, een psychologisch profiel in omloop van de onbekende aanslagpleger, waarin de misdadiger werd beschreven als een man met een meer dan gemiddelde intelligentie en contacten met de academische wereld. Dit profiel werd later verfijnd, waarbij de misdadiger werd gekarakteriseerd als een neo-Luddiet met een academische titel in de exacte wetenschappen, maar dit psychologische gegronde profiel werd in 1993 verlaten ten gunste van een alternatieve theorie, die was ontwikkeld door FBI-analisten, die zich concentreerden op tastbare bewijsstukken in gevonden bomfragmenten. In dit concurrerende profiel werd de verdachte van de bomaanslagen beschreven als een vliegtuigmecanicien. Een apart telefoonnummer 1-800-701-BOMB werd geopend door de Speciale UNABOM-Eenheid, voor alle telefoontjes die behulpzaam zouden kunnen zijn bij het Unabomber-onderzoek en er werd een beloning van 1 miljoen dollar uitgeloofd voor iedereen die informatie kon verschaffen, die zou leiden tot de gevangenneming van de Unabomber.

### Slachtoffers
De eerste ernstige gewonde viel in 1985, toen John Hauser, een doctoraalstudent en kapitein bij de United States Air Force, vier vingers kwijtraakte en het gezichtsvermogen in een oog. De bommen waren allemaal met de hand gemaakt en bestonden uit houten onderdelen. Binnen in de bommen droegen sommige onderdelen de inscriptie “FC”. Kaczynski verklaarde later dat de initialen "Freedom Club" betekenden. In 1985 werd de eigenaar van een computerwinkel in Californië, de 38-jarige Hugh Scrutton, gedood door een met spijkers en scherven geladen bom, die geplaatst was op de parkeerplaats van zijn winkel. Een gelijksoortige aanslag tegen een computerwinkel vond plaats in Salt Lake City, Utah, op 20 februari 1987. De bom die eruitzag als een stuk hout, verwondde Gary Wright toen hij het probeerde te verwijderen van de parkeerplaats van de winkel. De ontploffing sneed zenuwen in Wrights linkerarm door en schoot meer dan 200 metaalscherven in zijn lichaam. Kaczynski’s broer David — die een doorslaggevende rol zou spelen bij de toekomstige gevangenneming van Ted, doordat hij de federale autoriteiten erop wees dat zijn broer mogelijk betrokken was bij de Unabomber-gevallen — spoorde Wright op nadat Ted in 1996 was opgepakt en raakte met hem bevriend. David Kaczynski en Wright zijn vrienden gebleven en houden af en toe samen spreekbeurten over verzoening.
Na een pauze van zes jaar, sloeg Kaczynski in 1993 opnieuw toe en stuurde een bompakket naar David Gelernter, hoogleraar computerwetenschappen aan de Yale-universiteit. Hoewel hij ernstig gewond raakte, herstelde hij uiteindelijk wel. Een ander bompakket dat datzelfde weekend werd verstuurd was gericht aan het huisadres van de geneticus Charles Epstein van de Universiteit van Californië, San Francisco, die verschillende vingers kwijtraakte toen hij het openmaakte. Kaczynski belde vervolgens Gelernters broer, Joel Gelernter, een gedragsgeneticus, op en dreigde met "jij bent de volgende". De geneticus Phillip Allen Sharp van het Massachusetts Institute of Technology kreeg twee jaar later ook een dreigbrief. Kaczynski schreef een brief naar The New York Times waarin hij beweerde dat zijn “groep”, de FC, verantwoordelijk was voor de aanslagen. In 1994 werd Thomas J. Mosser, de directeur van Burson-Marsteller, gedood door een bombrief die was verzonden naar zijn huisadres in North Caldwell, New Jersey. In een andere brief aan The New York Times verklaarde Kaczynski dat de FC "Thomas Mosser had opgeblazen omdat […] Burston-Marsteller [sic] Exxon behulpzaam was geweest met het oppoetsen van hun imago na de ramp met de Exxon Valdez" en, wat nog belangrijker was, omdat "zijn bezigheden bestaan uit het ontwikkelen van technieken om het gedrag van mensen te manipuleren". Dat werd in 1995 gevolgd door de moord op Gilbert Murray, president van de California Forestry Association, de lobbygroep van de houtindustrie, door een bombrief die eigenlijk was bedoeld voor de vorige president, William Dennison, die al met pensioen was.
Het totale aantal van 16 bommen — die 23 mensen verwondden en drie doodden — werd toegeschreven aan Kaczynski. Terwijl de constructie van de bommen door de jaren heen zeer varieerde, droegen ze allemaal, behalve de eerste, de initialen "FC". Aangetroffen vingerafdrukken op een aantal van de apparaten, kwamen niet overeen met de vingerafdrukken die werden gevonden op de brieven die aan Kaczynski waren toegeschreven. In de verklaring van de FBI stond:

203. Verborgen vingerafdrukken gesitueerd op apparaten, verstuurd en/of geplaatst door de persoon UNABOM werden vergeleken met de vingerafdrukken, die aangetroffen werden op de aan Theodore Kaczynski toegeschreven brieven. Volgens het laboratorium van de FBI bestaat er geen forensische correlatie tussen beide monsters.

Een van de tactieken van Kaczynski was het achterlaten van valse aanwijzingen in elke bom. Hij maakte ze meestal moeilijk vindbaar, om de onderzoekers met opzet te misleiden, door hen te laten denken dat ze een aanwijzing hadden. De eerste aanwijzing was een metalen plaatje met de ingeponste letters "FC", ergens verborgen (gewoonlijk in dop op het uiteinde van de pijp) in elke bom. Een andere valse aanwijzing die hij achterliet was een krabbeltje in een bom, die niet afging, waarop stond “Oei—Het werkt! Ik zei je toch dat hij het zou doen — RV”. Een duidelijkere aanwijzing waren de 1 dollar-postzegels met de beeltenis van Eugene O'Neill die gebruikt werden om zijn pakketjes te versturen. Een van zijn bommen was ingebouwd in een exemplaar van Sloan Wilsons roman, Ice Brothers.

### Lijst van bomaanslagen
| Jaar                            | Datum       | Plaats                                            | Slachtoffer(s)                                         | Verwondingen                                                                      |
| ------------------------------- | ----------- | ------------------------------------------------- | ------------------------------------------------------ | --------------------------------------------------------------------------------- |
| 1978                            | 25-26 mei   | Northwestern-universiteit, Evanston, Illinois     | Terry Maker, politieagent op campus                    | gering                                                                            |
| 1979                            | 9 mei       | Northwestern-universiteit                         | John Harris, postdoctoraal student                     | gering                                                                            |
| 1979                            | 15 november | Chicago, Illinois                                 | 12 American Airlines passagiers                        | rook ingeademd                                                                    |
| 1980                            | 10 juni     | Chicago                                           | Percy Wood, United Airlines President                  | snij- en brandwonden                                                              |
| 1981                            | 8 oktober   | Universiteit van Utah, Salt Lake City, Utah       | geen – bom onschadelijk gemaakt                        |                                                                                   |
| 1982                            | 5 mei       | Vanderbilt University, Nashville, Tennessee       | Janet Smith, secretaresse a/d universiteit             | ernstige verwondingen aan handen, uitgebreide revalidatiebehandeling noodzakelijk |
| 1982                            | 2 juli      | Universiteit van Californië, Berkeley, Californië | Diogenes Angelakos, professor                          | rechterhand en gezicht; vrijwel volledig hersteld                                 |
| 1985                            | 15 mei      | Universiteit van Californië, Berkeley             | John Hauser, postdoctoraal student                     | gedeeltelijk gezichtsverlies linkeroog, verlies van vier vingers rechterhand      |
| 1985                            | 13 juni     | Auburn, Washington                                | geen – bom onschadelijk gemaakt                        |                                                                                   |
| 1985                            | 15 november | Ann Arbor, Michigan                               | James V. McConnell en Nicklaus Suino                   | McConnell: gehoorbeschadiging; Suino: scherfverwondingen                          |
| 1985                            | 11 december | Sacramento, Californië                            | Hugh Scrutton, eigenaar computerverhuurbedrijf         | eerste dodelijke slachtoffer                                                      |
| 1987                            | 20 februari | Salt Lake City, Utah                              | Gary Wright, eigenaar computerwinkel                   | verwondingen                                                                      |
| 1993                            | 22 juni     | Tiburon, Californië                               | Charles Epstein, geneticus Universiteit van Californië | beide trommelvliezen vernield, gedeelte van drie vingers verloren                 |
| 1993                            | 24 juni     | Yale-universiteit, New Haven, Connecticut         | David Gelernter, hoogleraar computerwetenschappen      | rechterhand en rechteroog                                                         |
| 1994                            | 10 december | North Caldwell, New Jersey                        | Thomas J. Mosser, reclamemaker                         | tweede dodelijke slachtoffer                                                      |
| 1995                            | 24 april    | Sacramento, Californië                            | Gilbert P. Murray, lobbyist houtindustrie              | derde dodelijke slachtoffer                                                       |
| Bronnen: CNN en Washington Post |             |                                                   |                                                        |                                                                                   |

## Manifest
In 1995 stuurde Kaczynski verschillende brieven, sommige naar zijn eerdere slachtoffers, waarin hij in grote trekken zijn doelstellingen schetste en eiste dat zijn uit 35.000 woorden bestaande essay Industrial Society and Its Future (ook het "Unabomber Manifest" genoemd) woordelijk gepubliceerd zou worden in een groot dagblad of tijdschrift; hij verklaarde dat hij dan zijn terroristische campagne zou staken. Er bestond een grote verdeeldheid over of dat al dan niet gedaan moest worden. Er volgde nog een brief op, waarin gedreigd werd dat er meer mensen gedood zouden worden; uit bezorgdheid voor de publieke veiligheid raadde het Amerikaanse ministerie van Justitie aan om het te publiceren. Daarna werd het pamflet gepubliceerd door The New York Times en The Washington Post op 19 september 1995, ook in de hoop dat iemand de schrijfstijl zou herkennen. Nog voor het besluit van The New York Times om het manifest te publiceren, had Bob Guccione van Penthouse aangeboden om het te publiceren, maar Kaczynski antwoordde daarop dat hij, omdat Penthouse minder “vooraanstaand” was dan de andere media, in dat geval "zich het recht zou voorbehouden om nog één (en echt maar een) bom te plaatsen met de bedoeling om te doden, nadat ‘ons’ manuscript is gepubliceerd".
In het hele manuscript, dat vervaardigd werd op een typemachine zonder de mogelijkheid voor schuine letters, schrijft Kaczynski hele woorden in hoofdletters, om ze te benadrukken. Hij heeft het altijd over zichzelf als “wij” of “FC” (Freedom Club), hoewel het lijkt dat hij in zijn eentje heeft gehandeld. De schrijver Henry Holt merkt op dat het geschrift van Kaczynski, afgezien van de wisselende koppelingstekens, vrijwel geen enkele spel- of grammaticale fout bevat, ondanks het feit dat het op een typemachine is geschreven, zonder de mogelijkheden van tekstverwerker of spellingscontrole.
Industrial Society and Its Future begint met Kaczynski’s verklaring dat "de Industriële Revolutie en haar gevolgen een ramp voor het mensdom zijn geweest". De eerste paragrafen van de tekst zijn gewijd aan een psychologische analyse van verschillende groeperingen — op de eerste plaats linksisten en wetenschappers — en aan de psychologische consequenties voor het individu van het leven in het "industriële-technologische systeem". De volgende paragrafen speculeren over de toekomstige evolutie van dit systeem, beweren dat het onvermijdelijk zal leiden tot het einde van de menselijke vrijheid, roepen op tot een “revolutie tegen de technologie” en proberen aan te geven hoe dat zou kunnen worden verricht.

### Psychologische analyse
In zijn eerste en laatste paragrafen behandelt hij het linksisme als beweging en analyseert hij de psychologie van de linksisten, waarbij hij stelt dat zij de “echte gelovigen” zijn, in de betekenis van Eric Hoffer, die deelnemen aan een krachtige sociale beweging om hun gebrek aan eigen kracht te compenseren. Verder beweert hij dat het linksisme, als beweging, wordt geleid door een bepaalde minderheid van linksisten die hij “overgesocialiseerd” noemt:

De normen en waarden van onze samenleving eisen zo veel van ons, dat niemand volledig volgens de heersende moraal kan denken, voelen en handelen [...]. Sommige mensen zijn zozeer gesocialiseerd dat hun streven om moreel te denken, voelen en handelen als een zware last op hun schouders drukt. Om zich niet schuldig te voelen moeten ze voor zichzelf voortdurend de schijn ophouden, en morele verklaringen zien te vinden voor gevoelens en handelingen die in werkelijkheid een niet-morele oorsprong hebben. We noemen zulke mensen 'overgesocialiseerd'.

Hij gaat verder met het verklaren van hoe het karakter van het linksisme bepaald wordt door de psychologische gevolgen van “oversocialisatie”. Kaczynski wijt de sociale en psychische problemen van de moderne samenleving aan het volgende: “deze samenleving dwingt mensen om te leven onder omstandigheden die radicaal verschillen van die waaronder de mensheid zich ontwikkelde, en om zich zodanig te gedragen dat dat ingaat tegen de gedragspatronen waaraan de mens van oudsher gewend was”. Verder stelt hij vast dat de belangrijkste oorzaak van de lange lijst van sociale en psychologische problemen in de huidige maatschappij, de ontwrichting van het “machtsproces” is, wat volgens hem uit vier elementen bestaat:

De drie meest duidelijk te onderscheiden elementen noemen we: doel, inspanning en bereiken van het doel. (Iedereen heeft doelen nodig die alleen door inspanning te bereiken zijn, en iedereen heeft de behoefte om in ieder geval enkele van deze doelen te bereiken.) Het vierde element is moeilijker te omschrijven en is misschien niet voor iedereen noodzakelijk. We noemen het autonomie en komen erop terug. (…) We delen de menselijke driften in drie groepen in: (1) de driften die bevredigd kunnen worden met minimale inspanning; (2) de driften die wel bevredigd kunnen worden, maar alleen met veel moeite; (3) driften die niet adequaat bevredigd kunnen worden, hoeveel moeite men er ook voor doet. Het machtsproces is het proces van bevrediging van de driften uit de tweede groep.”

Kaczynski beweert vervolgens dat “in de huidige industriële maatschappij natuurlijke menselijke driften meestal naar de eerste en derde categorie worden gedrongen, terwijl de tweede groep in toenemende mate bestaat uit kunstmatig opgewekte driften”. Onder deze driften bevinden zich "surrogaatactiviteiten", activiteiten die gericht zijn op een kunstmatig doel dat mensen zich enkel en alleen stellen om ergens naar toe te werken, anders gezegd: “enkel en alleen om de ‘voldoening’ die ze putten uit het nastreven van een doel”. Hij beweert dat wetenschappelijk onderzoek een surrogaatactiviteit is voor wetenschappers en dat om die reden “de wetenschap verblind zijn weg vervolgt, zonder oog te hebben voor het werkelijke welzijn van de mensheid of voor enige andere maatstaf, enkel en alleen ter bevrediging van de psychische behoeften van de wetenschappers en van de overheidsfunctionarissen en ondernemers die de middelen fourneren voor hun onderzoek”.

### Historische analyse
In de laatste paragrafen van het manifest definieert Kaczynski zorgvuldig wat hij onder vrijheid verstaat en voert het argument aan dat het “verschrikkelijk moeilijk zou zijn om het industriële systeem zodanig te hervormen dat een steeds verder gaande inperking van onze vrijheid voorkomen wordt”. Hij zegt dat “ondanks al zijn technische ontwikkelingen met betrekking tot het menselijke gedrag, het huidige systeem geen indrukwekkende resultaten heeft geboekt bij het onder controle houden van menselijke wezens” en hij voorspelt dat “als het systeem er snel genoeg in slaagt om het menselijk gedrag voldoende onder controle te krijgen, het waarschijnlijk zal overleven. Zo niet, dan stort het in” en dat “de kwestie zeer waarschijnlijk opgelost zal worden in de volgende tientallen jaren. Over veertig tot honderd jaar weten we meer”. Hij levert verschillende dystopische mogelijkheden voor het soort maatschappij dat in het eerste geval zou ontstaan. Hij beweert dat, anders dan hervorming, revolutie wel mogelijk is, en roept meevoelende lezers op om een aanzet te geven tot een dergelijke revolutie, waarbij ze gebruik moeten maken van twee strategieën: “de maatschappelijke spanningen opvoeren om de waarschijnlijkheid te vergroten dat het in zal storten” en het “ontwikkelen en propageren van een ideologie die zich verzet tegen de technologie”. Hij doet verschillende tactische aanbevelingen, waaronder het vermijden van overname van politieke macht, alle medewerking van linksisten uit de weg gaan, en het steunen van vrije handelsakkoorden om de wereldeconomie te beperken tot een brozer en verenigd geheel.
Hij besluit met de opmerking dat dit manifest “het linksisme in zijn huidige vorm heeft afgebeeld als een verschijnsel dat kenmerkend voor onze tijd is en als een symptoom van de ontwrichting van het machtsproces” maar dat hij “niet in de positie verkeert om met zekerheid te kunnen beweren dat dergelijke bewegingen al voor het huidige linksisme hebben bestaan” en zegt dat “dat een belangrijk vraagstuk is waar historici aandacht aan zouden moeten besteden”.

### Verwante publicaties
Als kritiek op de technologische maatschappij, weerklinken in het manifest de hedendaagse critici van technologie en industrialisatie, zoals John Zerzan, Herbert Marcuse, Max Weber, Fredy Perlman, Jacques Ellul (wiens boek The Technological Society werd aangehaald in een in 1971 geschreven naamloos essay van Kaczynski), Lewis Mumford, Neil Postman, en Derrick Jensen. In het idee van de "ontwrichting van het machtsproces" weerklonken eveneens maatschappijcritici, die de nadruk legden op het ontbreken van zinvol werk als belangrijkste oorzaak van sociale problemen, waaronder Mumford, Paul Goodman, en Eric Hoffer (naar wie Kaczynski nadrukkelijk verwijst). Het hoofdthema werd ook behandeld door Aldous Huxley in zijn dystopische roman de Brave New World, waarnaar Kaczynski verwijst. De ideeën van “oversocialisatie” en “surrogaatactiviteiten” doen denken aan Freuds Das Unbehagen in der Kultur en zijn theorieën over rationalisatie en sublimering (de laatste term wordt in het manifest driemaal gebruikt en tweemaal in citaten, om surrogaatactiviteiten te beschrijven).
In een artikel in Wired over de gevaren van de technologie, met de titel "Why The Future Doesn't Need Us," haalde Bill Joy, medeoprichter van Sun Microsystems, Ray Kurzweils The Age of Spiritual Machines aan, waarin een passage van Kaczynski wordt geciteerd over de maatschappijvormen die zouden kunnen ontstaan als de menselijke arbeid geheel vervangen zou worden door kunstmatige intelligentie. Joy schreef dat, hoewel Kaczynski’s daden “moorddadig” waren en “in mijn ogen misdadig krankzinnig,” “hoe moeilijk het ook voor me is om dat toe te geven, ik toch enige verdienste zag in de redenering in die enkele passage. Ik voelde me gedwongen dat onder ogen te zien.”

## Het dagboek
Kaczynski hield voor eigen gebruik een dagboek bij, waarin hij ook toekomstige vernietigingsplannen uitwerkte. De logboeken werden gevonden bij huiszoeking in zijn hut in 1996. De logboeken bleken echter niet leesbaar, omdat Kaczynski een zelf ontwikkeld versleutelingsalgoritme had toegepast om de informatie geheim te houden. De versleutelingsroutine resulteerde in reeksen cijfers, streepjes en spaties die door Kaczynski op ringband notitieblaadjes waren opgeschreven. Het lukte FBI en CIA niet de code te ontcijferen. Ontcijferen bleek alleen mogelijk nadat per ongeluk een notitie van de hand van Kaczynski was gevonden waarin hij aangaf hoe de ontcijfering zou moeten gebeuren. Daarbij gaven pijlen en kleuren de lees- en ontcijferroute aan. Bovendien moest ontcijfering in verschillende fases en cycli plaatsvinden.
Volgens de cryptografiedeskundige Bruce Schneier zou het algoritme weleens het meest ingewikkelde sinds de Tweede Wereldoorlog kunnen zijn. Kaczynski was in staat om dit algoritme te ontwikkelen vanwege zijn academische opleiding als wiskundige.

## Opsporing
Voor de publicatie van het manifest, had de vrouw van Theodore Kaczynski's broer er bij hem op aangedrongen om iets te doen met de verdenkingen dat Theodore de Unabomber was. David Kaczynski reageerde daar aanvankelijk afwijzend op, maar langzamerhand begon hij de mogelijkheid steeds serieuzer te nemen, nadat hij het manifest had gelezen, een week na de publicatie in september 1995. David Kaczynski bladerde door oude familiepapieren en vond brieven, die in de zeventiger jaren door Ted waren geschreven en naar kranten waren gestuurd, waarin hij protesteerde tegen het misbruik van de technologie en die formuleringen bevatten die overeenkwamen met wat aangetroffen werd in het Unabomber Manifest.
Voorafgaande aan de publicatie van het manifest, had de FBI talrijke persconferenties gehouden om de hulp in te roepen van het publiek bij het identificeren van de Unabomber. Zij waren ervan overtuigd dat de aanslagpleger uit de buurt van Chicago kwam (waar hij met zijn aanslagen begon), dat hij in Salt Lake City had gewerkt of daar enige relatie mee had, en rond 1990 werd hij in verband gebracht met de streek rond de baai van San Francisco. Zowel deze geografische informatie als de woordkeuze in de samenvattingen van het manifest, die waren gepubliceerd voordat het hele manifest was verschenen, had David Kaczynski's vrouw, Linda, ertoe overgehaald om er bij haar echtgenoot op aan te dringen om het manifest te lezen.
Nadat het manifest was gepubliceerd, kreeg de FBI maandenlang meer dan duizend telefoontjes per dag, als reactie op het uitloven van een beloning van 1 miljoen dollar voor informatie die zou leiden tot de identiteit van de Unabomber. Er werden ook grote aantallen brieven gestuurd naar de Speciale UNABOM-Eenheid, waarin beweerd werd dat ze afkomstig waren van de Unabomber. De duizenden aanwijzingen werden zorgvuldig onderzocht. Terwijl de FBI bezig was met nieuwe aanwijzingen, nam David Kaczynski eerst een privé-detective, Susan Swanson uit Chicago, in de arm om behoedzaam de gangen van Ted na te laten gaan. De broers Kaczynski hadden in 1990 afstand van elkaar genomen en David had Ted al tien jaar niet meer gezien. Later huurde David de advocaat Tony Bisceglie uit Washington in om de bewijsstukken die door Swanson waren verzameld te ordenen en contact te zoeken met de FBI, omdat het duidelijk niet eenvoudig was om de aandacht van de FBI te trekken. Hij wilde zijn broer beschermen tegen het gevaar van een bestorming door de FBI, zoals dat bij Ruby Ridge en Waco gebeurd was, omdat hij wist dat Ted niets moest hebben van contact met de FBI en waarschijnlijk onbezonnen of gewelddadig zou reageren.
Begin 1996 werd door Tony Bisceglie contact gelegd met de voormalige FBI-gijzelingsonderhandelaar en profielschetser Clinton R. Van Zandt. Bisceglie vroeg aan Van Zandt om het manifest te vergelijken met de uitgetypte kopieën van de handgeschreven brieven die David van zijn broer had gekregen. Uit de analyse van Van Zandt bleek dat er een “50/50 % kans” was dat dezelfde persoon zowel de brieven als het manifest had geschreven, dat toen al een half jaar publiekelijk in omloop was. Hij adviseerde de cliënt van Bisceglie contact op te nemen met de FBI.
In februari 1996 legde Bisceglie een kopie van het in 1971 door Ted Kaczynski geschreven essay over aan de FBI. In het hoofdkwartier van de Speciale UNABOMB-Eenheid in San Francisco, herkende de toezichthoudende speciale agent Joel Moss meteen overeenkomsten in de teksten. David Kaczynski had van begin af aan geprobeerd om anoniem te blijven, maar al snel werd zijn identiteit bekend en binnen een paar dagen werd een team van FBI-agenten naar Washington gestuurd om David en zijn vrouw, samen met hun advocaat te spreken. Bij deze en volgende ontmoetingen met het team legde David brieven over die door zijn broer waren geschreven, in hun oorspronkelijke enveloppen, zodat de tijdlijn van Ted Kaczynski’s activiteiten die door de Speciale Eenheid was opgesteld, met behulp van de data van de poststempels, aangevuld kon worden. David kreeg nauw contact met de belangrijkste gedragsanalist van de Speciale Eenheid, de agente Kathleen M. Puckett, die hij gedurende bijna twee maanden vele malen ontmoette in Washington, Texas, Chicago en Schenectady (New York), voordat de op het gedrag gebaseerde federale bevel tot huiszoeking werd afgeleverd bij de hut van Theodore Kaczynski.

## Arrestatie

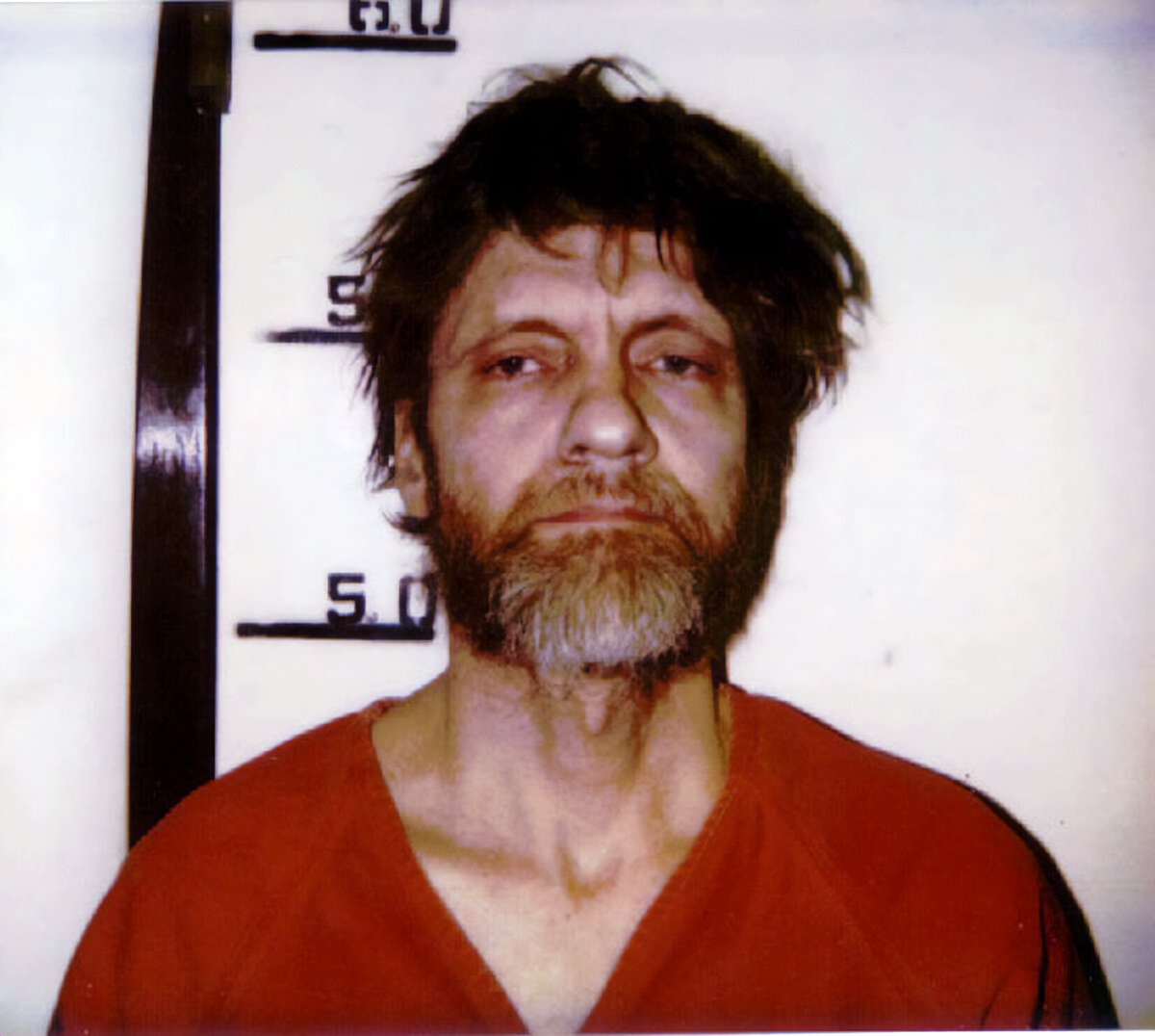
Portretfoto voor de politie

Op 3 april 1996 arresteerden agenten Theodore Kaczynski in zijn afgelegen hut in de buurt van Lincoln (Montana), waar hij in onverzorgde toestand werd aangetroffen. Onder de bewijsstukken die in de hut werden gevonden, bevond zich een onontplofte bom en wat het originele getypte manuscript van het manifest bleek te zijn. De Unabomber was het doelwit van een van de kostbaarste opsporingen in de geschiedenis van de FBI.
De paragrafen 204 en 205 van het bevel tot huiszoeking en arrestatie van de FBI voor Kaczynski, vermelden dat de “deskundigen”—waaronder veel academici die door de FBI waren geraadpleegd—geloofden dat het manifest was geschreven door “een andere persoon, niet door Theodore Kaczynski.” Zoals opgemerkt in de verklaring, geloofde maar een handvol mensen dat Theodore Kaczynski de Unabomber was, voordat het bevel tot huiszoeking de overvloed aan bewijsmateriaal onthulde in de afgelegen hut van Kaczynski. In de officiële verklaring over het bevel tot huiszoeking, geschreven door de FBI-inspecteur Terry D. Turchie, blijkt sprake van deze onenigheid en het levert een schokkend bewijs van het verzet tegen Turchie en zijn kleine groep FBI-agenten, waaronder Moss en Pucket—die ervan overtuigd waren dat Kaczynski de Unabomber was—door de rest van de Speciale UNABOM-Eenheid en de FBI in het algemeen:

204. Uw eedaflegger is zich ervan bewust dat andere personen een analyse hebben uitgevoerd van het UNABOM Manuscript en tot de conclusie zijn gekomen dat het manuscript was geschreven door een andere persoon en niet door Kaczynski, die bij het onderzoek ook verdachte was.
205. Talrijke andere meningen van deskundigen zijn gegeven over de identiteit van de Unabomb-aanslagpleger. Geen enkele van die meningen noemde Theodore Kaczynski als mogelijke dader.

David had ooit zijn oudere broer bewonderd en nagestreefd, maar had later besloten om afstand te nemen van de primitieve overlevingsstijl. Hij had van de FBI de verzekering gekregen dat hij anoniem zou blijven en dat zijn broer niet zou vernemen wie hem had aangegeven, maar zijn identiteit werd begin april 1996 gelekt naar CBS News. De presentator van de CBS Dan Rather belde de baas van de FBI op, Louis Freeh, die 24 uur bedenktijd vroeg voordat de CBS het verhaal uit zou brengen tijdens het avondnieuwsjournaal. De FBI haastte zich met het voltooien van het bevel tot huiszoeking en het te laten uitvaardigen door een federale rechter in Montana; naderhand werd door de FBI een onderzoek ingesteld naar het interne lek, maar de bron van het uitlekken werd nooit gevonden. David schonk het geld van de uitgeloofde beloning, na aftrek van zijn eigen kosten, aan de gezinnen van de slachtoffers van zijn broer.

## Rechtsgang
Kaczynski’s advocaten, onder leiding van de federale verdediger Michael Donahoe, probeerden Kaczynski ontoerekeningsvatbaar te laten verklaren om zijn leven te redden, maar Kaczynski verwierp dat pleidooi. Een door de rechtbank aangewezen psychiater stelde de diagnose dat Kaczynski leed aan paranoïde schizofrenie, en verklaarde dat hij wel in staat was om het proces mee te maken. Kaczynski’s familie zei dat hij psychisch “in zou klappen” als hij onder druk werd gezet.
Een federale kamer van inbeschuldigingstelling legde Kaczynski in april 1996 10 gevallen van illegaal vervoeren, opsturen en gebruikmaken van bommen ten laste. Hij werd ook beschuldigd van doodslag op twee personen in Californië en een derde persoon in New Jersey. Op 7 januari 1998 probeerde Kaczynski zich op te hangen. Aanvankelijk gaf het gerechtelijke vervolgingsteam van de regering aan dat het uit was op de doodstraf voor Kaczynski, nadat het daartoe bevoegd was verklaard door de minister van Justitie Janet Reno. David Kaczynski’s advocaat verzocht de voormalige FBI-agent, die de overeenkomst had aangetoond tussen het Unabomber Manifest en Kaczynski, om clementie te vragen—hij vond het verschrikkelijk om te bedenken dat het aangeven van zijn broer zou kunnen leiden tot zijn broers dood. Uiteindelijk lukte het Kaczynski om op 22 januari 1998 aan de doodstraf te ontkomen door schuld te bekennen op alle aanklachten van de regering. Later probeerde Kaczynski zijn schuldbekentenis terug te draaien, waarbij hij betoogde dat het onvrijwillig was gebeurd. Rechter Garland Ellis Burrell Jr. wees zijn verzoek af. Het Hof van Beroep van de VS voor het Negende Circuit bekrachtigde dat besluit.
In het begin van de jacht op de Unabomber in de VS werd een beeld van de dader geschetst dat heel anders was dan de uiteindelijke verdachte. Het Unabomber Manifest gebruikt consequent de woorden “wij” en “ons” en in 1993 waren de onderzoekers op zeker moment op zoek naar iemand met de voornaam “Nathan,” naar aanleiding van een krabbeltje dat in een van de bommen was aangetroffen. Toen de zaak echter uiteindelijk openbaar werd gemaakt, ontkenden de autoriteiten dat er in de zaak ooit sprake was geweest van iemand anders dan Kaczynski. Later werden er nog verklaringen gegeven voor redenen waarom Kaczynski sommige van zijn slachtoffers had uitgekozen.
Op 10 augustus 2006 beval rechter Garland Burrell Jr. dat de persoonlijke bezittingen die in 1996 in beslag waren genomen in Kaczynski’s hut in Montana verkocht moesten worden via een “voldoende bekendgemaakte Internetveiling.” Artikelen waarvan de regering vond dat het materialen waren om bommen mee te maken, zoals teksten met schematische afbeeldingen en “recepten” van bommen, werden van de verkoop uitgesloten. De veilingmeester zou de kosten betalen en mocht 10% van de verkoopprijs houden; de rest van de inkomsten zou gebruikt worden om een deel van de 15 miljoen dollar schadeloosstelling, die Burdell Kaczynski had opgelegd, aan zijn slachtoffers te betalen.
Onder de bezittingen van Kaczynski die geveild werden bevonden zich zijn originele geschriften, dagboeken, briefwisselingen, en andere documenten die naar verluidt in zijn hut waren aangetroffen. De rechter beval dat alle verwijzingen in die documenten, die betrekking hadden op zijn slachtoffers, verwijderd moesten worden vóór de verkoop. Kaczynski heeft die bevolen ingrepen aangevochten voor de rechtbank op grond van het eerste amendement, waarbij hij betoogde dat elke wijziging in zijn geschriften een onrechtmatige aantasting is van zijn vrijheid van meningsuiting.

## Leven in de gevangenis

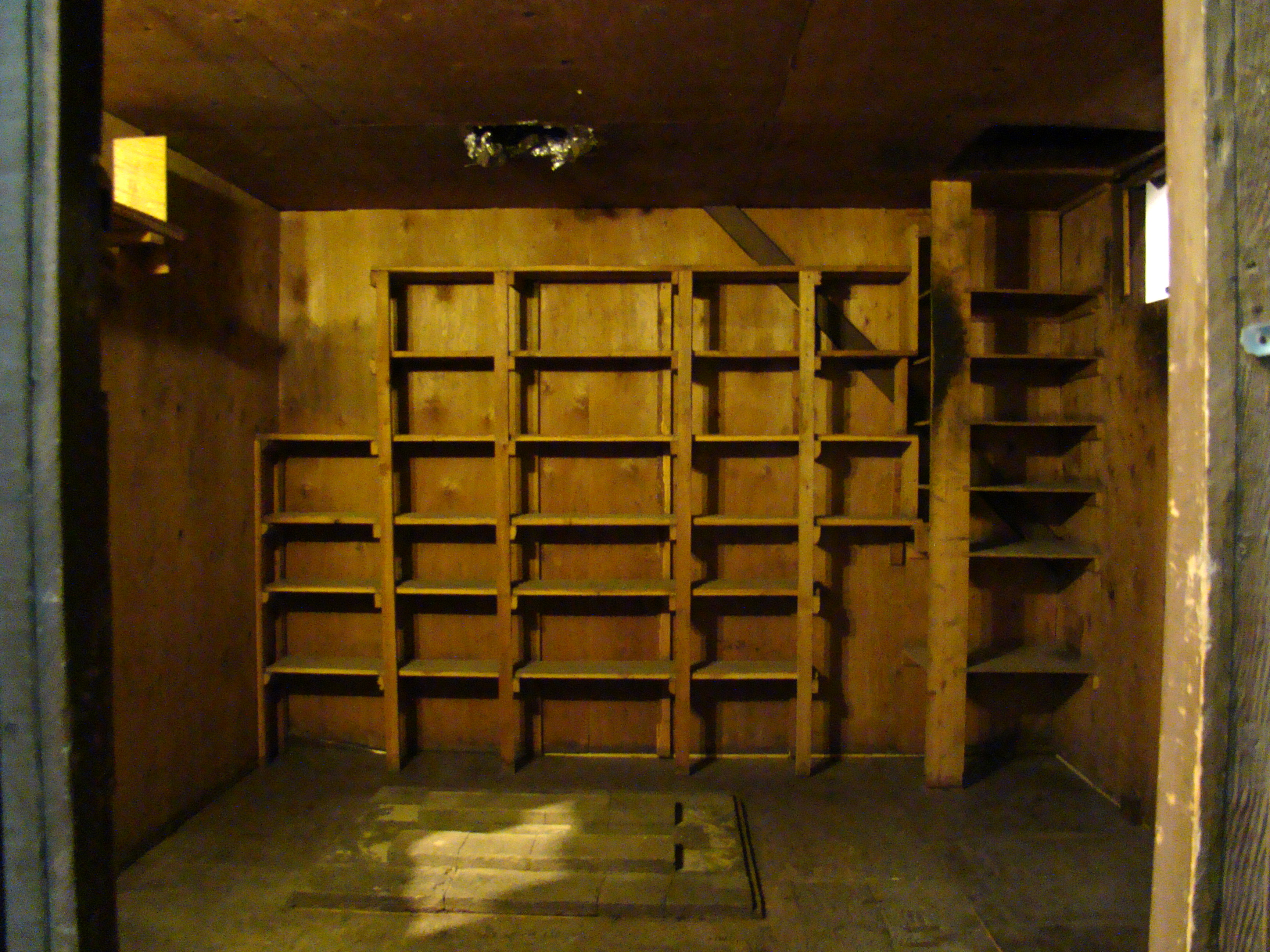
Kaczynski’s hut in het Newseum in Washington

Kaczynski zat een levenslange gevangenisstraf uit, zonder de mogelijkheid van voorwaardelijke vrijlating, als gevangene nummer 04475–046 in de ADX Florence, de federale Administrative Maximum Facility (EBI) in Florence (Colorado). Toen hem gevraagd werd of hij bang was dat hij gek zou worden in de gevangenis, antwoordde Kaczynski:

Nee, waar ik me zorgen over maak is dat ik mij in zekere zin aan deze omgeving zou kunnen aanpassen en het hier nog prettig ga vinden en er geen aanstoot meer aan zou nemen. En ik ben bang dat ik zou kunnen vergeten als de jaren verstrijken, dat ik mijn herinneringen aan de bergen en de bossen zou kunnen verliezen, dat is waar ik me echt zorgen over maak, dat ik die herinneringen kwijt zou kunnen raken en dat ik dat gevoel van contact met de wilde natuur in het algemeen zou verliezen. Maar ik ben niet bang dat ze mijn geest zullen breken.—Ted Kaczynski,

In de gevangenis is Kaczynski een actieve schrijver geweest. De Labadie Collectie, deel van de Speciale collectie-bibliotheek van de Universiteit van Michigan, herbergt Kaczynski's correspondentie met meer dan 400 mensen, sinds zijn arrestatie in april 1996, waaronder CC-antwoorden, juridische documenten, publicaties en krantenknipsels. De namen van de meeste briefschrijvers zullen verzegeld blijven tot 2049. Kaczynski heeft ook een gevecht gevoerd bij het federale gerechtshof in Noord-Carolina, over het bij opbod verkopen van zijn dagboeken en andere correspondentie. Op 10 januari 2009 verwierp het Hof van Beroep van de VS voor het Negende Circuit in San Francisco, Californië de argumenten van Kaczynski, dat de verkoop door de regering van zijn geschriften zijn vrijheid van meningsuiting aantastte. Zijn geschriften, boeken en andere bezittingen zullen online verkocht worden en de opbrengst zal ten goede komen aan een aantal van zijn slachtoffers.
Kaczynski’s hut werd in beslag genomen en opgeslagen in een pakhuis op een niet nader genoemde locatie. Hij zou vernietigd worden, maar werd uiteindelijk geschonken aan Scharlette Holdman, een onderzoeker van Kaczynski's verdedigingsteam. Het is vanaf juli 2008 tentoongesteld in het Newseum in Washington. In een drie pagina's lange brief aan het Hof van Beroep van de VS voor het Negende Circuit, maakte Kaczynski bezwaar tegen het openbaar tentoonstellen van de hut, waarbij hij verklaarde dat het indruiste tegen het bezwaar van de betrokkene om in het openbaar geassocieerd te worden met de UNABOM-zaak.
In een brief, gedateerd op 7 oktober 2005, bood Kaczynski aan om twee zeldzame boeken te schenken aan de Melville J. Herskovits-bibliotheek voor Afrikaanse Studies op de campus van de Northwestern Universiteit in Evanston, Illinois, de plek van de eerste twee aanslagen. De ontvanger, David Easterbrook, droeg de brief over aan het archief van de universiteit. De universiteit weigerde het aanbod, waarbij werd opgemerkt dat de bibliotheek beide boeken al in het Engels in bezit had en geen behoefte had aan dubbele exemplaren.
Kaczynski schreef een uit één paragraaf bestaande brief, waarin hij kritiek leverde op een boekbespreking door István Deák; de brief werd gepubliceerd in de New York Review of Books.
Hij heeft nooit gereageerd op de maandelijkse brieven van zijn familieleden, die hem bij de autoriteiten aangaven.
Op 10 juni 2023 werd Kaczynski dood in zijn cel gevonden. Men vermoedt dat hij zelfmoord had gepleegd. Hij was 81 jaar oud.